# 宁静铁路
宁静铁路是山西省的一条地方铁路，业主为山西地方铁路集团有限责任公司宁静铁路公司。线路全长93.641公里，设计年运量830万吨。

## 线路
北起同蒲铁路宁武站，南至静乐站。与朔黄铁路宁武西站接轨。

## 历史
2000年12月宁武至化北屯段开通运营，2008年3月化北屯至静乐段建成运营。2013年宁静铁路外运煤炭1104万吨。